# Stefan Pot
Stefan Pot (nacido en Bijeljina, Bosnia y Herzegovina, 15 de julio de 1994) es un baloncestista serbio que pertenece a la plantilla del Falco KC Szombathely de la Nemzeti Bajnokság I/A húngara. Con 1,96 metros de estatura, juega en la posición de base.

## Trayectoria deportiva
Pot comenzó su carrera profesional en el Spartak Subotica, desde donde pasó al KK Novi Sad y más tarde, al Vojvodina Srbijagas en el que jugó desde 2012 a 2014.
En la temporada 2014-15, firma por el CSU Asesoft Ploiești en Rumania. En la temporada siguiente, regresó a Serbia para jugar en las filas del Metalac y del Mladost Zemun. 
En la temporada 2016-17, firma por el KK Partizan de la ABA Liga.
Desde 2017 a 2020, forma parte del FMP de la ABA Liga.
En agosto de 2020, Pot fichó por el equipo bosnio del Igokea, en el que promedió 8,0 puntos, 3,3 asistencias y 2,3 rebotes por partido.
El 25 de septiembre de 2021, Pot firmó con Kolossos Rodou de la Liga de baloncesto griega, en sustitución de Ty Lawson. En 26 partidos promedió 8 puntos, 3,7 rebotes, 4,7 asistencias y 0,6 robos, jugando unos 24 minutos por partido.
En la temporada 2022-23, firma con el Falco KC Szombathely de la Nemzeti Bajnokság I/A húngara.